# Saint-Julien-Beychevelle
Saint-Julien-Beychevelle is een gemeente in het Franse departement Gironde (regio Nouvelle-Aquitaine) en telt 745 inwoners (2004). De plaats maakt deel uit van het arrondissement Lesparre-Médoc.

## Geografie
De oppervlakte van Saint-Julien-Beychevelle bedraagt 16,2 km², de bevolkingsdichtheid is 46,0 inwoners per km².
De onderstaande kaart toont de ligging van Saint-Julien-Beychevelle met de belangrijkste infrastructuur en aangrenzende gemeenten.

## Demografie
Onderstaande figuur toont het verloop van het inwonertal (bron: INSEE-tellingen).

1. ↑  Populations de référence 2022.